# دومستك نا كاناجو
دومستك نا كاناجو (باليابانية: ドメスティックな彼女) مانغا يابانية من تأليف ورسم كي ساسوغا. المانغا بدأ نشرها في مجلة شونن الأسبوعية في عام 2014، كما حصلت المانجا على 3 ملايين نسخة مطبوعة. اقتبست إلى مسلسل أنمي تلفزيوني من إنتاج ستديو ديوميديا عرض في عام 2019.

## القصة
القصة تتحدث عن ناتسو الذي وقع في حب معلمته المشهورة والمحبوبة هينا، وفي أحد الأيام يقابل فتاة في الكاريوكي تدعى روي وانتهى به الأمر لإقامة علاقة معها، في اليوم التالي وبينما هو غارق في التفكير بأنه قد خان حبيبته يفاجئه والده بأنه سيتزوج من امرأة لديها فتاتان، ليتضح بأن الأختان هما معلمته هينا وأختها روي.

## الشخصيات
- فوجي ناتسو

مؤدي الصوت : تاكو ياشيرو
- روي تاتشيبانا

مؤدية الصوت : مآيا أوتشيدا
- هينا تاتشيبانا

مؤدية الصوت : يوكو هيكاسا

## روابط خارجية
- دومستك نا كاناجو على موقع IMDb (الإنجليزية)
- دومستك نا كاناجو على موقع ليتربوكسد (الإنجليزية)
- دومستك نا كاناجو على موقع قاعدة بيانات الفيلم (الإنجليزية)
- دومستك نا كاناجو على موقع ANN anime (الإنجليزية)
- دومستك نا كاناجو على موقع ANN manga (الإنجليزية)